# Río Luis
Río Luis è un comune (corregimiento) della Repubblica di Panama situato nel distretto di Santa Fé, provincia di Veraguas. Si estende su una superficie di 259,2 km² e conta una popolazione di 2.204 abitanti (censimento 2010).